# Thalerommata macella
Thalerommata macella là một loài nhện trong họ Barychelidae. Loài này phân bố ờ Colombia.